# 郭灝霆
郭灝霆（KWOK Ho Ting, Marco，1988年2月26日—），香港單車運動員，擅長於場地單車賽，於20歲時贏得世界盃場地單車賽冠軍，於2011年更贏得世界場地單車錦標賽男子15公里捕捉賽冠軍。為繼黃金寶後，香港第二位單車運動員獲取世界冠軍，並且得以穿上彩虹戰衣，亞洲的成年男子單車運動員方面，暫時亦只有黃金寶和郭灝霆獲得過彩虹戰衣。
郭灝霆2014年因長期接受高强度訓練，以致椎間盤突出壓到神經線，被迫中止運動員生涯。突如其來的偒患令他十分沮喪，可是運動員實事求是的精神，令他馬上朝下一個目標進發，在朋友幫助下投身資訊科技界。
2017年，憑著對社會的貢獻及為青少年的服務，郭灝霆獲頒為「香港十大傑出青年」。他畢業於香港教育大學健康教育榮譽學士課程，現正修讀香港恒生大學創業管理理學碩士。

## 簡歷
郭灝霆2002年，透過香港體育學院的「明日之星計劃」，加入香港單車代表隊訓練。到了2006年，更轉為全職運動員。
2006年全國單車錦標賽，郭灝霆獲得男子青年團體爭先賽亞軍，開始嶄露頭角。同年，在吉隆坡舉行的亞洲單車錦標賽男子青年組賽事，一口氣連奪10公里捕捉賽亞軍、記分賽季軍，以及團體爭先賽季軍。
2008年在日本舉行的亞洲單車錦標賽，郭灝霆獲得男子五項全能賽亞軍，並且夥拍黃金寶於男子麥迪遜賽勇奪冠軍。同年，郭灝霆在世界盃場地錦標賽墨爾本站賽事，贏得男子捕捉賽冠軍，表現進一步獲得肯定。
2009年更可說是郭灝霆豐收的一年，先於全國單車賽男子180公里個人公路賽，獲得季軍。其後於全國場地單車錦標賽，男子麥迪遜賽勇奪冠軍。再在印尼舉行的亞洲單車錦標賽，郭灝霆勇奪男子五項全能賽冠軍，並夥拍黃金寶成功衛冕男子麥迪遜賽冠軍。之後在世界盃場地錦標賽曼徹斯特站賽事，獲得男子記分賽亞軍。同年12月，在香港舉行的東亞運動會男子單車個人公路賽，獲得一面銅牌。
2010年，世界盃場地單車賽北京站，獲得男子麥迪遜賽冠軍，以及男子30公里記分賽亞軍。同年，在迪拜舉行亞洲單車錦標賽賽，獲得男子記分賽季軍，以及男子團體4公里追逐賽季軍。郭灝霆並且代表香港參加在廣州舉行的2010年亞洲運動會，夥拍張敬樂、張敬煒、蔡其皓、高肇蔚和楊英瀚，在男子團體追逐賽奪得銀牌。
2011年3月，於荷蘭舉行的世界場地單車錦標賽，郭灝霆贏得男子15公里捕捉賽冠軍，成為繼黃金寶於2007年奪冠後，歷來第二位著起象徵世界冠軍的彩虹戰衣的香港單車運動員。
2017年，憑著對社會的貢獻及為青少年的服務，郭灝霆獲頒為「香港十大傑出青年」。

## 灝霆室
郭灝霆的母校林大輝中學，為表揚他奪得世界場地單車錦標賽冠軍，將他當年就讀中五時的課室命名為「灝霆室」，更向他頒發5萬港元獎學金。

## 主要賽事成績
2008年
亞洲單車錦標賽 - 奈良麥迪遜賽冠軍
2009年
亞洲單車錦標賽 - 登加龍麥迪遜賽冠軍
亞洲單車錦標賽 - 登加龍全能賽冠軍
環韓國單車賽第5站冠軍
東亞運動會男子個人公路賽季軍
2010年
2010年亞洲運動會 團體追逐賽銀牌
2011年
UCI場地單車世界錦標賽 阿珀爾多倫 捕捉賽冠軍
亞洲單車錦標賽 - 呵叻麥迪遜賽冠軍
2012年
全港公路錦標賽個人公路賽冠軍
2013年
亞洲單車錦標賽 - 新德里麥迪遜賽冠軍
全港公路錦標賽個人計時賽季軍

## 個人榮譽
- 國際青年商會香港總會

香港十大傑出青年（2017年）
- 香港特區政府嘉獎

行政長官社區服務獎狀（2011年）
- 香港傑出運動員選舉

「香港傑出運動員」（2011年）
「香港傑出運動員 - 星中之星」（2011年）
「香港最佳運動組合」（2009年）
「香港最佳運動組合」（2008年）
「香港最具潛質運動員」（2007年）
- 香港體育記者協會

「年度最佳男運動員」（2011年）